# کرومبا
کرومبا (به پرتغالی: Corumbá) یک شهر در برزیل است که در ماتوگروسو جنوبی واقع شده‌است.

## ویژگی‌ها
کرومبا ۶۴٬۹۶۰ کیلومتر مربع مساحت و ۱۰۷٬۳۴۷ نفر جمعیت دارد و ۱۱۸ متر بالاتر از سطح دریا واقع شده‌است.